# Patrimonio natural de Alcalá de Henares

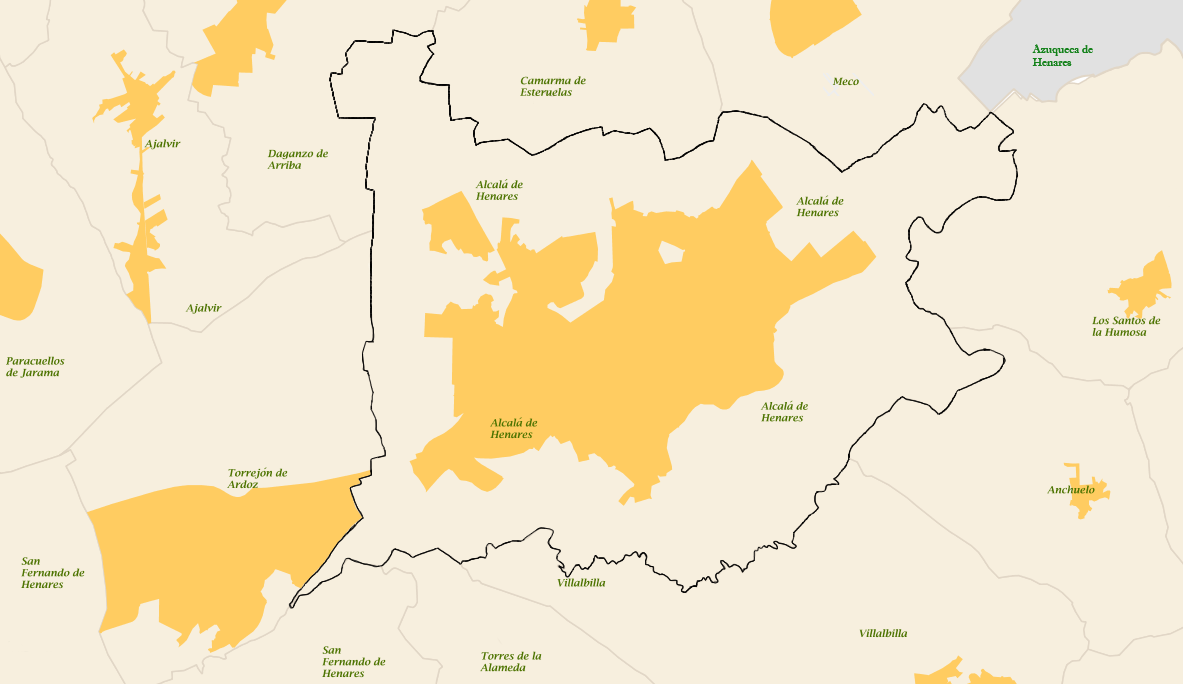
Término municipal de Alcalá de Henares, situado en el este de la Comunidad de Madrid.

Alcalá de Henares (Comunidad de Madrid - España) cuenta con un variado patrimonio natural en el ámbito de los animales, plantas y territorios. Se intenta mantener el equilibrio entre el medioambiente y el desarrollo socioeconómico de la ciudad. El 38,33% (3.371 hectáreas) del municipio es patrimonio protegido.
Alcalá de Henares atesora un singular patrimonio natural y cultural. El patrimonio cultural es el creado por los humanos, se clasifica en inmaterial y material. Y este último, a su vez, en inmueble y mueble. El patrimonio natural incluye: monumento natural, paisaje natural, parque natural y reserva de la biosfera.

## Ríos y arroyos
Alcalá de Henares se sitúa en el curso bajo del río Henares, dentro de la Cuenca Hidrográfica del Tajo.

### Río Henares

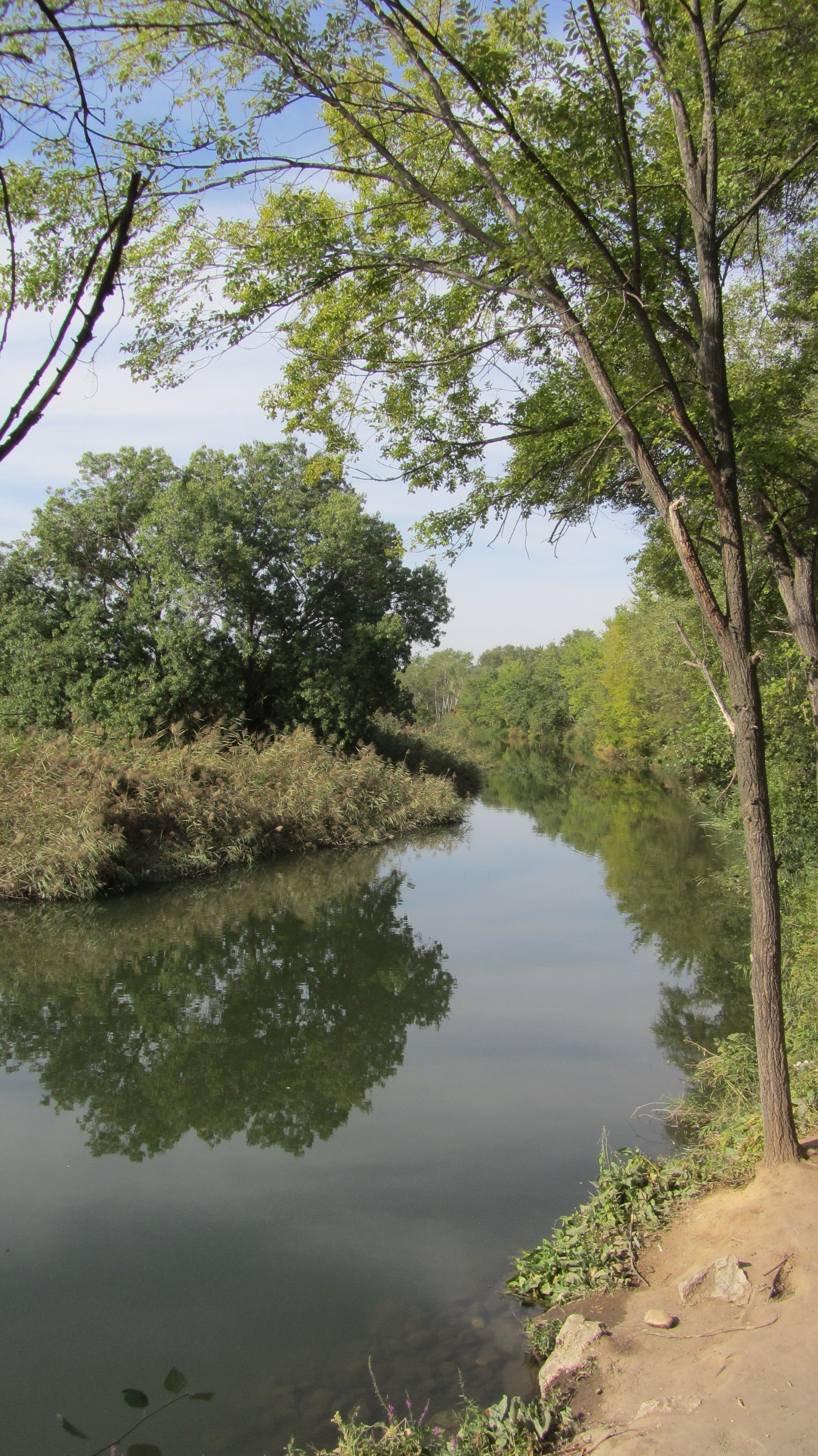
Ribera del río Henares.

El río Henares es la principal vía fluvial del municipio, no solo por su caudal, sino también por sus componentes sociales, culturales, económicos e históricos. Su importancia es tal, que la ciudad se denomina con referencia a este río, es una de sus señas de identidad. 
El río transcurre sinuoso de este a oeste, creando meandros y bordeando los cerros que delimitan el sur de Alcalá de Henares, a los que, por erosión, les ha conferido su característico aspecto de "cortados". Su margen izquierda (meridional) recibe las aguas ocasionales de las lluvias mediante torrenteras. A su orilla derecha (septentrional) afluye el cauce de otro río (Torote) y de cuatro arroyos.
A lo largo de su curso por el municipio lo cruzan siete puentes, uno de ellos peatonal (el antiguo puente del Zulema). Regulan su caudal cuatro represas (de La Esgaravita, de Cayo, de Los García y de Las Armas), con sus correspondientes canales para el riego de las fincas de su vega. Antiguamente, en su ribera se asentaban cuatro molinos harineros fluviales, pero dejaron su actividad durante el pasado siglo. En el margen derecho de su tramo más próximo a la urbe, a raíz de una riada en 1970, se construyó un muro de contención con cantos rodados de 2 km de longitud, para evitar nuevas inundaciones.
Lugar de Importancia Comunitaria
Desde 2011 la ribera del río Henares es un Lugar de Importancia Comunitaria (LIC) por su potencial contribución a restaurar el hábitat natural; que, a su vez, forma parte de las Zonas de Especial Conservación (ZEC) de la Red Natura 2000. En su orilla sur se sitúa el Parque de los Cerros de Alcalá de Henares, Monte de Utilidad Pública n.º 180.
La cuenca del río Henares se compone de tres unidades ambientales principales: 
1. Las estepas cerealistas.
2. Los cursos fluviales y, con carácter general, una banda de 100 metros a cada margen, de los tramos medio-altos del río Henares, a su paso por la Comunidad de Madrid.
3. Una serie de cantiles y 14 cortados asociados al curso fluvial, con importancia para diversos táxones.[9]

### Río Torote
El río Torote proviene de Daganzo de Arriba. Es el afluente más occidental del Henares dentro del territorio de Alcalá, y hace de frontera natural con Torrejón de Ardoz. Desemboca en el río Henares a la altura del cerro del Viso.

### Arroyo Bañuelos
El arroyo Bañuelos se forma en el noroeste del término municipal complutense, al unirse los arroyos de Valmediano y de la Cuba. Su curso recorre 6 km, paralelo a la carretera M-100. Antiguamente desembocaba en el río Henares, pero en 1999 se desvió su cauce, para convertirlo en afluente del río Torote.

### Arroyo Camarmilla
El Arroyo Camarmilla llega desde Camarma de Esteruelas. Da vida a dos importantes zonas verdes complutenses: el Gran Parque de Espartales y el Parque del Camarmilla. Tributa en el Henares en el paraje conocido como "El Juncal", al lado de la variante de la carretera M-300, aguas abajo de la presa de las Armas. Su frondosa vegetación en su curso bajo está compuesta de carrizos, espadañas, cañas, sauces y arbustos.

### Arroyo de las Monjas
El Arroyo de las Monjas proviene de la vecina población de Meco, penetrando por el noreste. Desemboca en el Henares junto a la finca de la Canaleja.

### Arroyo de los Patos
Es el más corto (aproximadamente un kilómetro de longitud) y oriental. Transita completamente dentro de la finca El Encín.

## Cerros

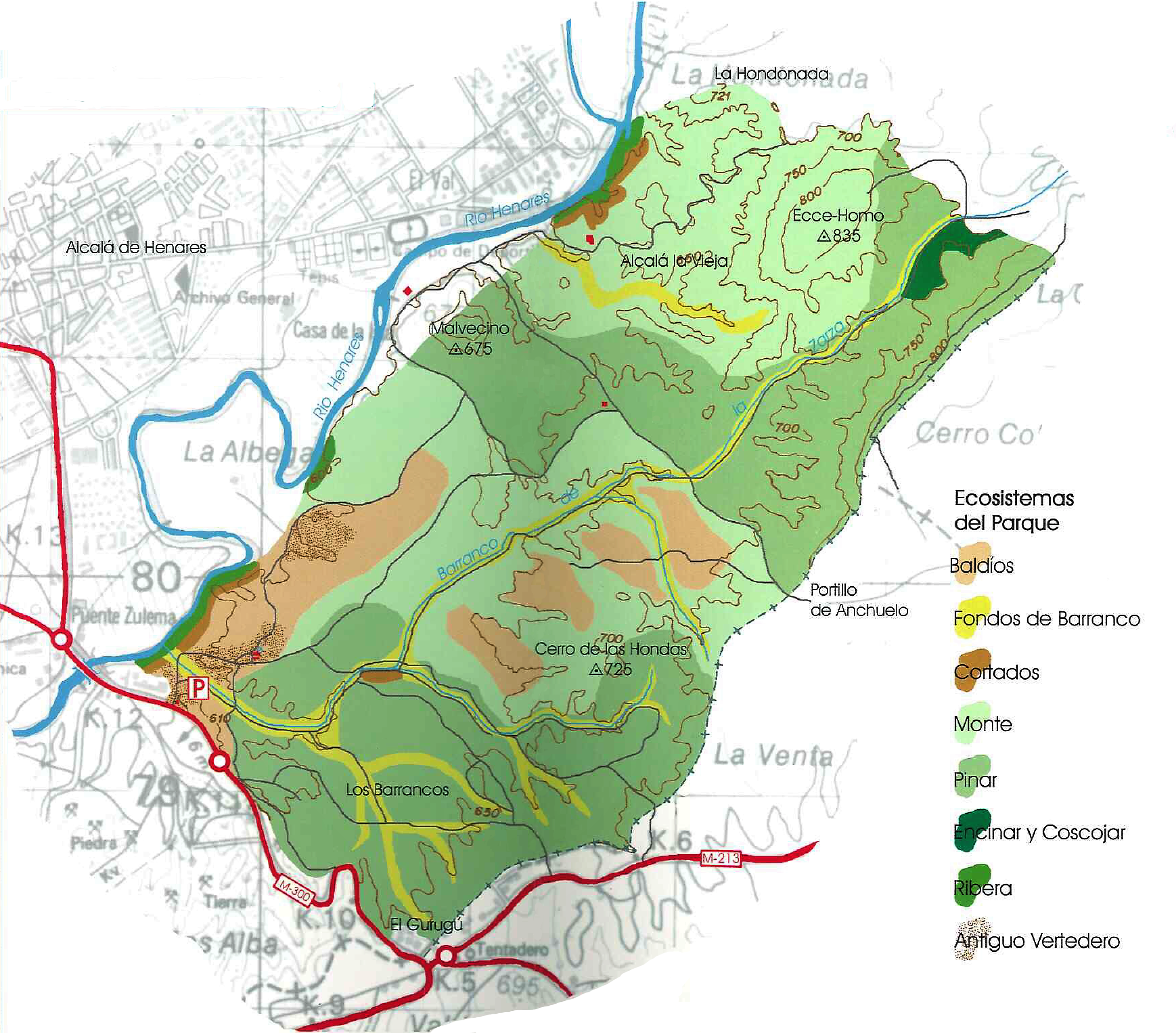
Mapa de Los Cerros de Alcalá de Henares.

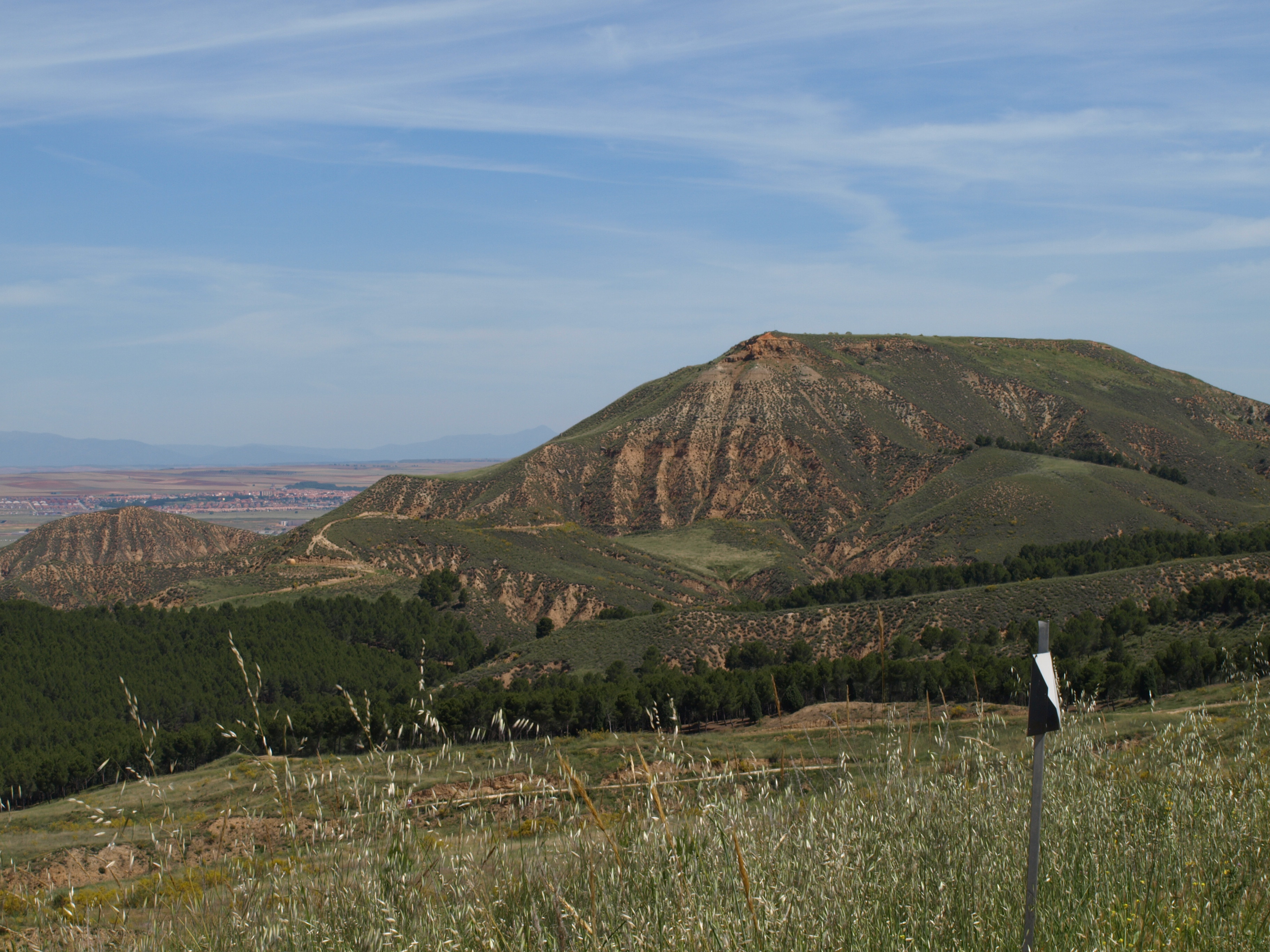
Cerro del Ecce Homo.

Los Cerros de Alcalá son un conjunto de elevaciones y cumbres planas situados al sur del río Henares, catalogados como Monte de Utilidad Pública n.º 180. Marcan el límite entre la Alcarria de Alcalá (de la cual forman parte) y la Campiña de Alcalá, en el término municipal de Alcalá de Henares; y de las poblaciones limítrofes por el sur: Anchuelo, Villalbilla, Torres de la Alameda y Los Santos de la Humosa. Están formados por abruptas cuestas desde la orilla del río Henares y que, en algunos puntos, llegan a ser cortados verticales; y por cumbres planas con pendientes poco destacadas hacia el sur, en forma de páramo. En el término complutense alcanzan los 870 m s. n. m.. Constituyen un espacio natural formado por un conjunto de diversos hábitats: río, bosques, cortados, laderas, zonas de cultivo y pastizales, etc.
Cada una de las elevaciones recibe un nombre propio:
- Cerro del Viso. También llamado San Juan del Viso o Monte Zulema, por una leyenda sobre la mesa del Rey Salomón.
- Salto del Cura. En él se ubica un castro celtibérico.
- Monte Gurugú. Llamado así por el monte africano Gurugú, conocido por una batalla de la guerra de África en la que participó una unidad de caballería que había hecho prácticas en este cerro.
- Cerro del Ecce Homo o de la Vera Cruz.
- Cerro del Malvecino. Desde él se realizó el asedio cristiano de 1118 a la fortaleza musulmana.
- Cerro del Castillo. Donde se ubica los restos arqueológicos de Alcalá la Vieja.
- Cerro de La Tortuga
- Cerro de La Virgen
- Pico de las Hondas. Situado en dirección a Villalbilla.

## Flora
Dentro del casco urbano de Alcalá de Henares se contabilizan 60.000 árboles, sin incluir los que habitan en los Cerros, la ribera del río Henares y otros espacios naturales. Algunos de ellos son reconocidos por sus especiales características botánicas o sus componentes socioculturales. La Agencia Europea del Medio Ambiente ha incluido a la ciudad complutense dentro del grupo de "Ciudades verdes europeas".
En las orillas del río crecen bosques en galería o de ribera o soto, destacando por su amplitud y variedad el Soto del Henares. La zona de los Cerros sufrió una gran deforestación, que se ha repoblado con una masa arbolada compuesta por Pinus halepensis, Pinus pinea, Quercus ilex, Quercus coccifera y Amygdalus communis. La mayor parte de su terreno está cubierto de arbustos y hierbas compuestas por retamales, tomillares, espartales, jazmines, aulagas, jarillas y abrótanos hembra. Endemismos como los penachos de siempreviva y especies como el cardo yesquero, el escaramujo y plantas venenosas como la cicuta o los pepinillos del diablo. En el campus exterior de la Universidad de Alcalá predominan álamos (o chopos) blancos, fresnos, encinas, olmos, sauces y taráis entre los árboles, y las principales herbáceas son las nitrófilas, los juncos, los espartos y los matorrales (retamas).

### Árbol singular

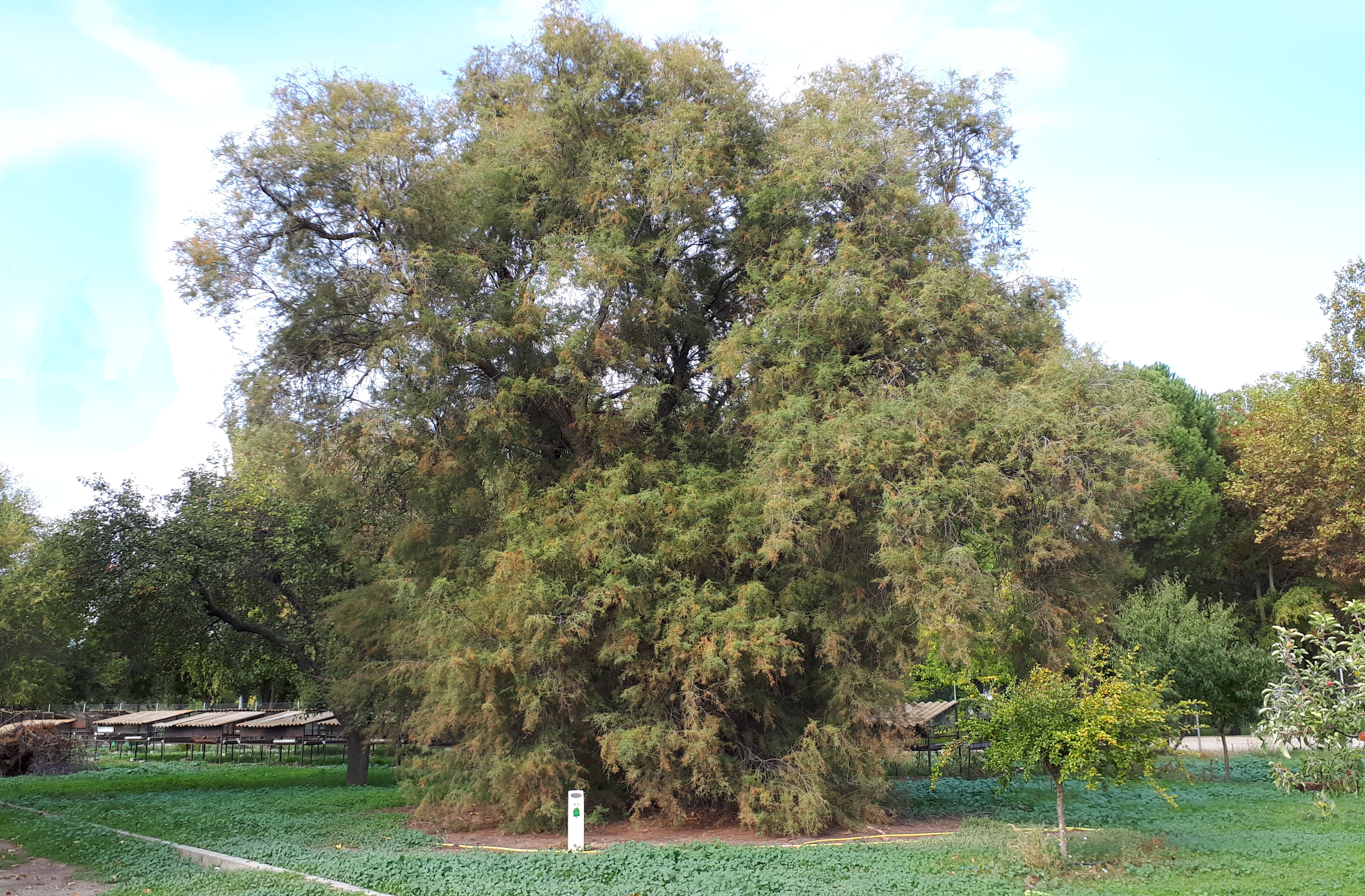
Taray del Gallo (árbol singular de la Comunidad de Madrid).

El Catálogo Regional de la Comunidad de Madrid de Especies Amenazadas de Fauna y Flora Silvestre incluye desde 2015, en la categoría de "Árboles Singulares", un ejemplar de Taray del Gallo (Tamarix gallica) ubicado en la finca "El Encín" de Alcalá de Henares, debido a su gran tamaño.

### Árboles de interés local
- Algarrobo (Ceratonia siliqua) situado en el Parque O'Donnell
- Pino (Pinus halepensis) de 1899, también en el Parque O'Donnell
- Plátano de sombra (Platanus x hispanica), ubicado en la Glorieta de los Abogados de Oficio.
- Plátano de sombra (Platanus x hispanica), en el Gran Parque de Espartales.

### Árboles memoriales
- "Bosque del Quijote", inaugurado en 2016 en la avenida Miguel de Unamuno. Es un espacio semi-forestal donde están representadas las 19 especies arbóreas y arbustivas citadas en El Quijote: acebos, encinas, avellanos, hayas, etc.[25]
- "Roble de Cervantes", plantado en 2016 en el Parque O'Donnell, en conmemoración del IV centenario del fallecimiento de Miguel de Cervantes.
- "Arce de Cisneros", plantado en 2017 en el Parque O'Donnell, en recuerdo del V centenario del fallecimiento de Francisco Jiménez de Cisneros.

## Fauna

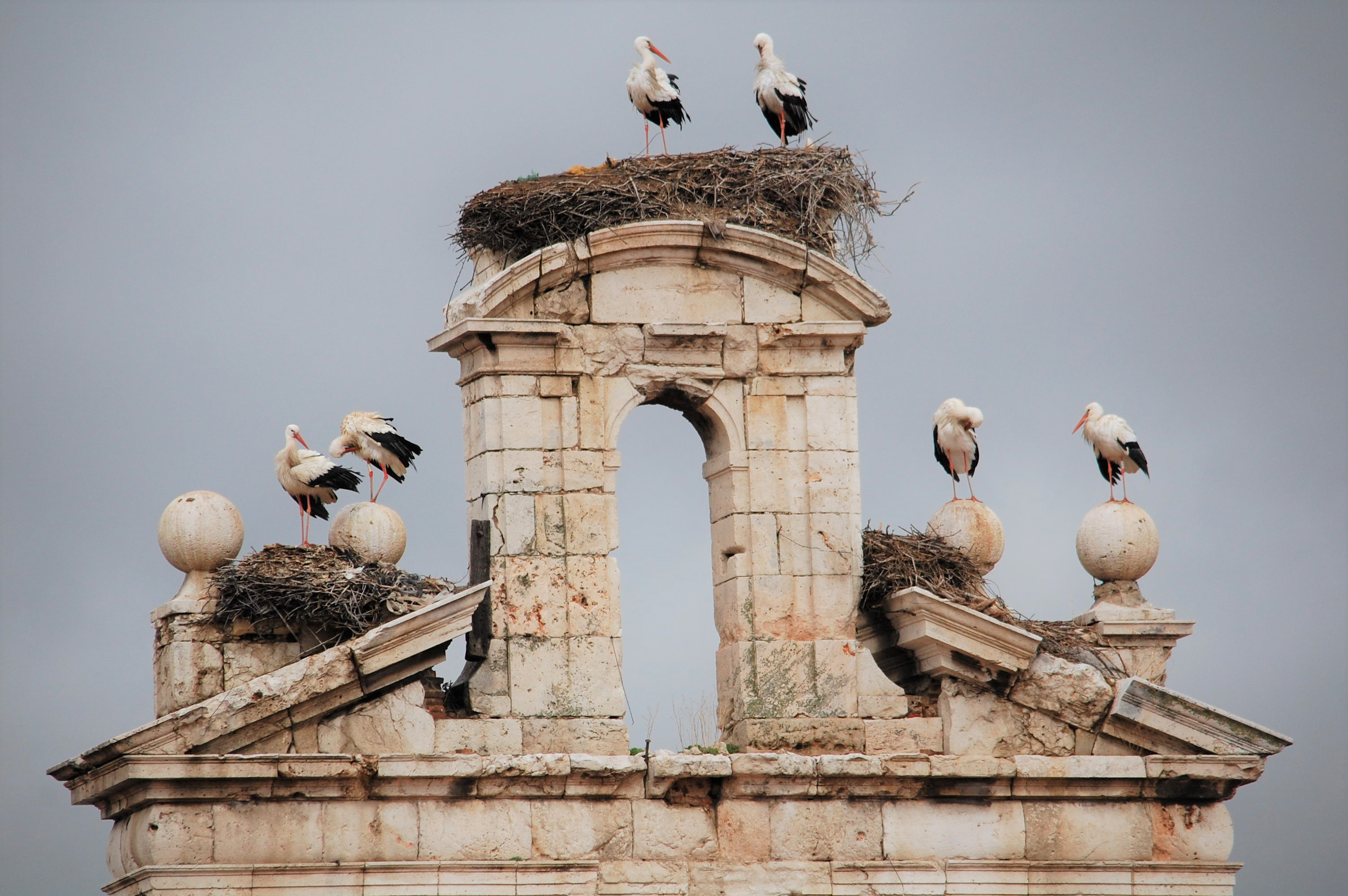
Cigüeñas blancas sobre la espadaña de la Capilla de San Ildefonso.

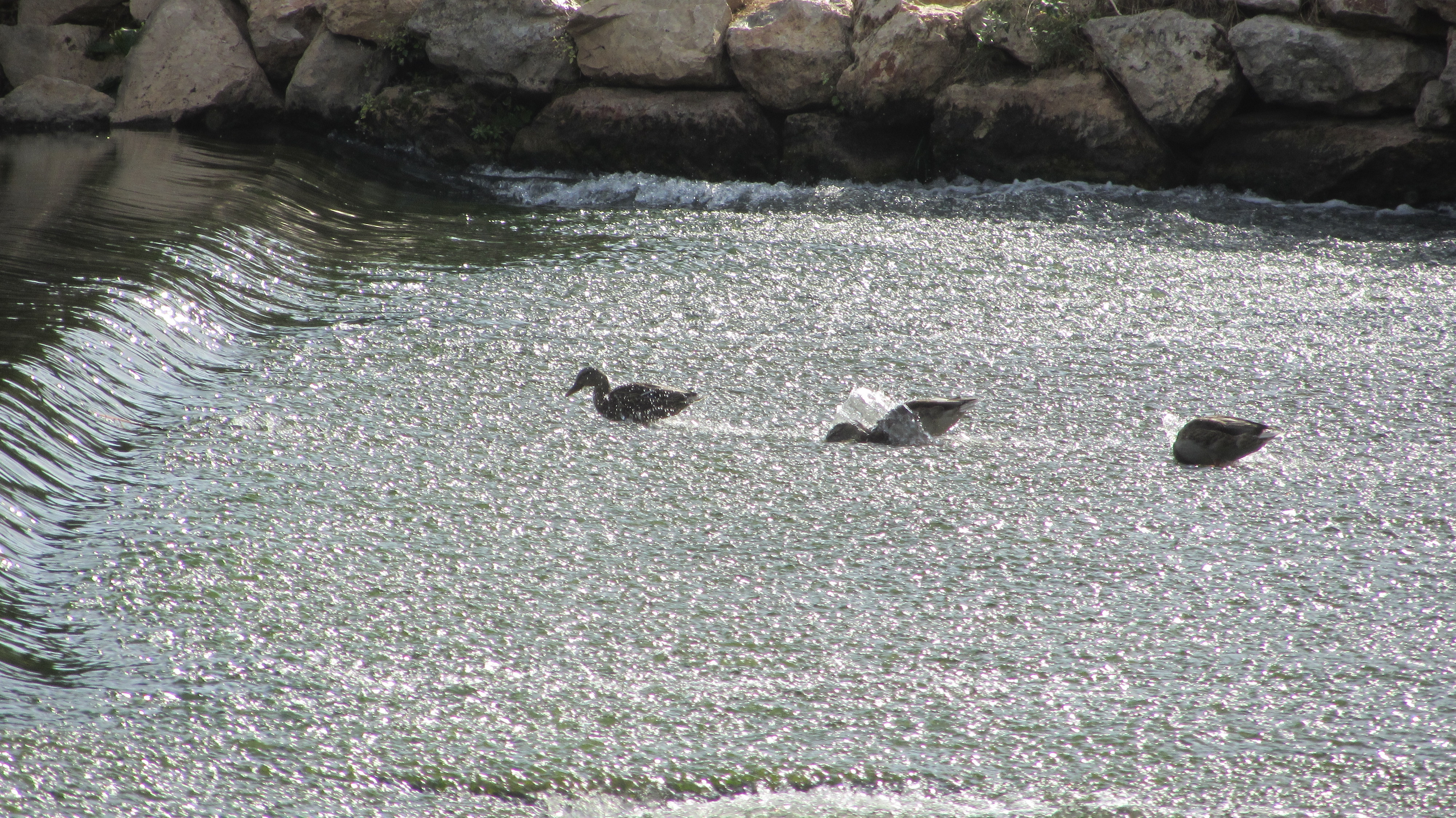
Ánades alimentándose en el cauce del río Henares.

Las cigüeñas blancas son un símbolo de Alcalá de Henares. 130 parejas crían regularmente en la ciudad, el 10% de toda la población de esta especie protegida en la Comunidad de Madrid. Asientan sus nidos en numerosos edificios, destacando el del Ayuntamiento, que tiene instalada una webcam y permite seguir en directo la vida de una familia de estas aves. La ciudad cuenta con una ordenanza municipal específica para la protección de esta especie, y se ha establecido una "ruta de las cigüeñas" para contemplar sus nidos sin molestarlas.
Entre los animales salvajes que habitan en el término municipal de Alcalá de Henares, destacan:
- Anfibios como el sapo corredor.
- Aves: cigüeña blanca, halcón peregrino, cernícalo primilla, perdiz común, martín pescador, focha, gallineta, aguilucho cenizo, avutarda común, carraca europea, cernícalo primilla, ganga ortega, sisón común, mochuelo europeo, milanos, búhos y lechuzas; además de un gran número de golondrinas, gorriones, grajillas, palomas, patos y vencejos.,
- Mamíferos: conejos
- Peces: barbo común, carpa y boga de río
- Reptiles: galápago leproso y la culebra viperina

## Soto del Henares
La Comunidad de Madrid estableció, en el año 2000, un régimen de protección preventiva para el espacio natural “Soto del Henares”, situado entre los términos municipales de Alcalá de Henares y Los Santos de la Humosa. El Soto del Henares tiene una superficie aproximada de 332 hectáreas, y se le considera "un enclave de singulares características que conserva uno de los mejores bosques de ribera asociado a cantiles arcillosos de la Comunidad de Madrid. Este espacio se encuentra amenazado fundamentalmente por el crecimiento urbano e industrial de los municipios del entorno y por las explotaciones mineras, además de por acciones degradativas."
"La importancia del espacio “Soto del Henares”, radica en el sistema de relaciones ecológicas que se conservan en este bosque de galería, situado sobre unos meandros del río Henares que siguen ejerciendo su acción erosiva sobre los depósitos terciarios creando un paisaje de características singulares. Este espacio, que alberga una alta biodiversidad de flora y fauna, se encuentra, en su mayor parte, incluido como “Lugar de Importancia Comunitaria ES 3110001: Cuenca de los ríos Jarama y Henares” en la propuesta revisada de la Lista Regional de Lugares de Importancia Comunitaria de la Comunidad de Madrid para su inclusión en la Red Natura 2000, aprobada por Acuerdo del Consejo de Gobierno el día 2 de septiembre de 1999, ejerciendo, además, un papel de “corredor ecológico” entre el Parque Regional en torno a los ejes de los cursos bajos de los ríos Manzanares y Jarama y el límite con la provincia de Guadalajara."

## Parques y jardines

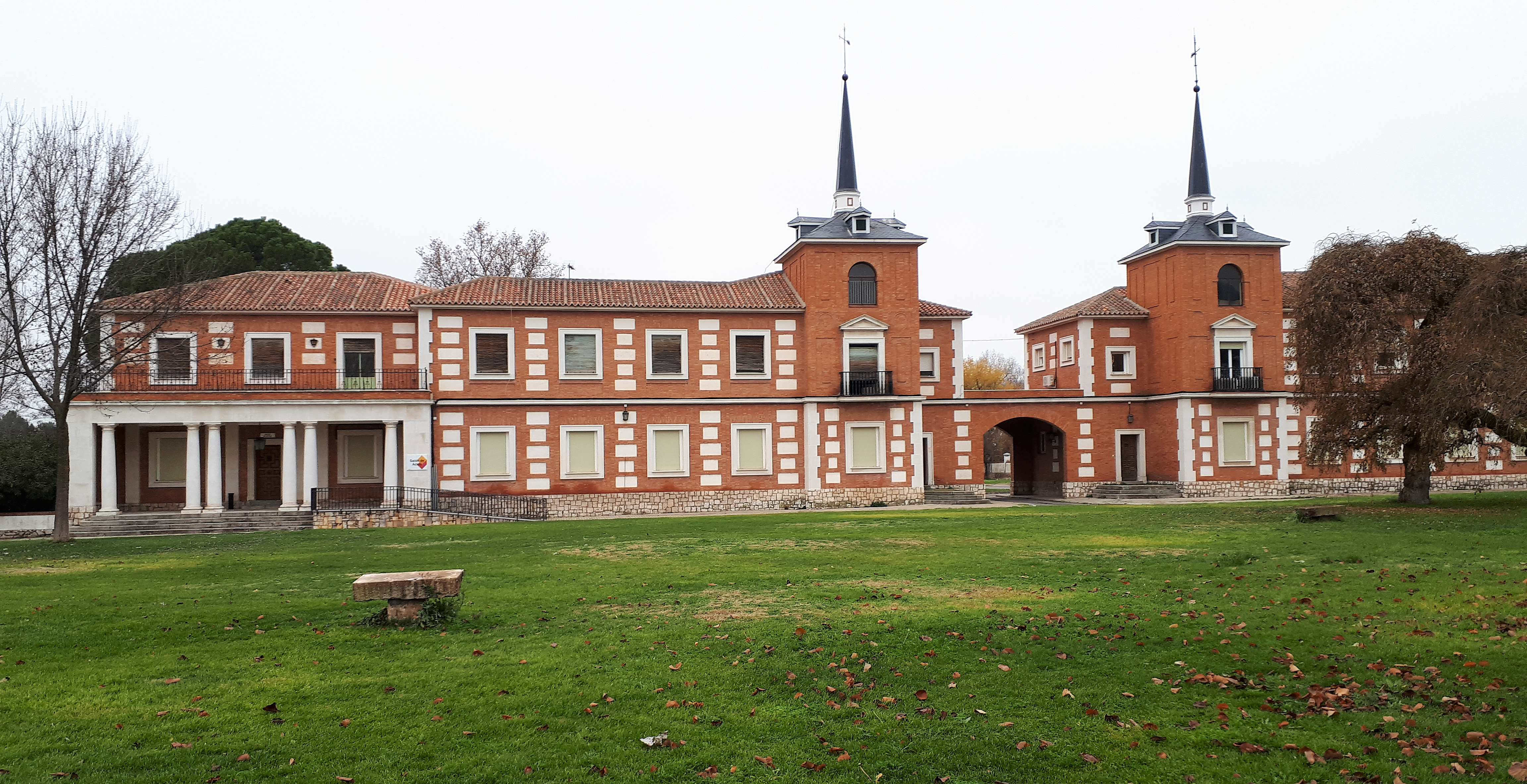
Finca El Encín (en el Soto del Henares) al sureste del municipio.

Alcalá de Henares cuenta con más de 50 espacios verdes públicos, entre parques y jardines, distribuidos por toda la ciudad. Varios de ellos están conectados mediante unos itinerarios denominados "Rutas cardiosaludables". De estas zonas verdes destacan por su tamaño y riqueza botánica:
| Noroeste: Parque del Camarmilla                                     | Norte: Gran Parque de los Espartales              | Noreste: Jardines de Juan Pablo II         |
| Oeste: Parque lineal Avenida de Madrid                              | Centro: Parque O'Donnell y Rosaleda Ángel Esteban | Este: Real Jardín Botánico Juan Carlos I   |
| Suroeste Parque del Vivero y Arboreto mediterráneo Dehesa del Batán | Sur: Parque de los Cerros                         | Sureste: Soto del Henares y Finca El Encín |

## VI Comarca forestal

Mapa de la VI Comarca forestal de la Comunidad de Madrid.

El territorio de la Comunidad de Madrid se estructura en 15 comarcas forestales, según el catálogo oficial de 2007, atendiendo a criterios geográficos, ecológicos, dasocráticos y socioeconómicos. Alcalá de Henares es la sede de la VI Comarca Forestal, que incluye otras 26 ciudades de su entorno. Este territorio tiene una extensión total de 109.358 ha, de las que 16.932 ha son superficie forestal (el 15,5%) y, de ellas, 6.214 ha (el 36,7%) están protegidas por la normativa de la comunidad autónoma.

## Reconocimiento
- Alcalá de Henares ha sido incluida dentro del grupo de "Ciudades verdes europeas" por la Agencia Europea del Medio Ambiente.
- Alcalá de Henares ha recibido el reconocimiento Tree Cities of the World (Ciudades Arboladas del Mundo) los años 2020, 2021, 2022, 2023 y 2024, otorgado por la Arbor Day Foundation y la Organización de las Naciones Unidas para la Agricultura y la Alimentación (FAO), por su larga trayectoria de gestión de zonas verdes en la ciudad.[36][37][38][39][40]